# Edy Hubacher
Edy Hubacher (* 15. dubna 1940 Bern, Švýcarsko) je bývalý švýcarský sportovec. V 60. letech 20. století se věnoval atletice, především vrhu koulí, hodu diskem a desetiboji. Stále je držitelem světového desetibojařského rekordu ve vrhu koulí výkonem 19,17 metru z roku 1969. Později se závodně věnoval jízdě na bobech, kde zaznamenal své největší úspěchy. Na Zimních olympijských hrách 1972 v Sapporu získal zlatou a bronzovou medaili v jízdě na čtyřbobu a dvojbobu.

## Osobní rekordy
- Vrh koulí 19,34 m (1970)
- Hod diskem 56,78 m (1970)